# Servicedirektivet
Servicedirektivet er det populære navn for Europa-parlamentets og Rådets direktiv 2006/123/EF af 12. december 2006 om tjenesteydelser i det indre marked. Direktivet kaldes også Bolkesteindirektivet efter den EU-kommissær, Frits Bolkestein, som fremsatte det oprindelige forslag. 
Direktivet, som er blandt EU's mest kontroversielle, har til formål at fjerne barrierer for tjenesteyderes ret til at etablere sig i EU-lande og tjenesteydelsers fri bevægelighed.